# Michnicze (sielsowiet Zalesie)
Michnicze (biał. Міхнічы, Michniczy, ros. Михничи, Michniczi) – wieś na Białorusi, w obwodzie grodzieńskim, w rejonie smorgońskim, w sielsowiecie Zalesie.

## Historia
W 2. połowie XIX wieku wieś w gminie Krewo powiatu oszmiańskiego guberni wileńskiej Imperium Rosyjskiego. Wieś liczyła wówczas 8 dusz rewizyjnych. W 1905 roku liczyła 27 mieszkańców, 26 dziesięcin.
W latach 1921–1945 wieś leżała w Polsce, w województwie wileńskim, w powiecie oszmiańskim, w gminie Krewo.
W 1931 wieś w 14 domach zamieszkiwało 61 osób.
Wierni należeli do parafii rzymskokatolickiej w Krewie. Miejscowość podlegała pod Sąd Grodzki w Smorgoniach i Okręgowy w Wilnie; właściwy urząd pocztowy mieścił się w Krewie.
Po II wojnie światowej w granicach Związku Sowieckiego. Od 1991 w niepodległej Białorusi.